# AutoCAD
AutoCAD er et computerprogram til 2- og 3-dimensionel tegning/modellering udviklet af AutoDesk Inc. som sælges i flere udgaver/prisklasser med henholdsvis udvidede og begrænsede funktionaliteter. Fælles for dem er indholdet af en lang række hjælpeværktøjer til optegning af arbejdstegninger m.v. som f.eks. vektorgrafik.
Programmet laves nu om dage udelukkende til Windowsplatform, men kommer til Mac fra oktober 2010. Brugerinterfacet udgøres dels af arbejdspaletter, suppleret med tekstfelter til indtastning af kommandoer og talværdier. 
AutoCAD arbejder i fast målestoksforhold. En ny arbejdstegning startes med at der vælges arealstørrelse og enheder, dermed bliver tegingen målfast (f.eks. 1:100) i forhold til det færdige objekt. Der oprettes herefter et antal lag til optegning af de forskellige bygnings- eller maskindele, da det er formålstjenligt at kunne adskille etager og entrepriser fra hinanden i et stort komplekst projekt.
Lige linjer, geometriske figurer og Bezierkurver fremstilles ved hjælp af programmets menuer og genveje. Alle objekter kan flyttes, scaleres, roteres, spejles, kopieres, strækkes, vrides, grupperes, adskilles, justeres efter hinanden, farvelægges og meget mere. Et system af hjælpelinier, linealer og net kan kaldes frem til præcis placering på arbejdsbordet, ligesom et antal grafiske hjælpefunktioner kan bidrage under optegningen. 
I 3D versionen af programmet tilføjes endnu en dimension og der tales derfor om 3D modellering. I dette scenarie kan modellen efter endt optegning vendes og drejes, der kan tilføjes skygge og materialer m.v. Den færdige 3D-modellering kan overføres til andre programmer fra AutoDesk f.eks. 3DWizard eller Studio3D. I disse programmer kan oprettes en virtuel vandring gennem projektet, der kan tilføjes naturtro (sol)belysning, der kan laves panoreringer med kameravinkler m.v.
Programmet sås første gang i 1982, og efter mange ændringer udvikles der fortsat på det. Firmaet Siemens har i 2009 påbegyndt en epokegørende samarbejde med maskintegneprogrammet Solid Edge. Programmet har udviklet sig til at have nærmest eneret på markedet for byggetegninger i Danmark.

## Versioner/udgivelsesår
- Version 1.0 (Release 1) – December 1982
- Version 1.2 (Release 2) – April 1983
- Version 1.3 (Release 3) – August 1983
- Version 1.4 (Release 4) – Oktober 1983
- Version 2.0 (Release 5) – Oktober 1984
- Version 2.1 (Release 6) – Maj 1985
- Version 2.5 (Release 7) – Juni 1986
- Version 2.6 (Release 8) – April 1987
- Release 9 – September 1987
- Release 10 – Oktober 1988
- Release 11 – Oktober 1990
- Release 12 – Juni 1992 (sidste udgave til Apple Macintosh)
- Release 13 – November 1994 (sidste udgave til Unix, MS-DOS og Windows 3.11)
- Release 14 – Februar 1997
- AutoCAD 2000 (R15.0) – Marts 1999
- AutoCAD 2000i (R15.1)- Juli 2000
- AutoCAD 2002 (R15.6) – Juni 2001
- AutoCAD 2004 (R16.0) – Marts 2003
- AutoCAD 2005 (R16.1) – Marts 2004
- AutoCAD 2006 (R16.2) – Marts 2005
- AutoCAD 2007 (R17.0) – Marts 2006
- AutoCAD 2008 (R17.1) – Marts 2007
- AutoCAD 2009 (R17.2) – Marts 2008
- AutoCAD 2010 (R18.0) – Marts 2009
- AutoCAD 2011 (R18.1) – Marts 2010
- AutoCAD 2012 (R18.2) – Marts 2011
- AutoCAD 2013 (R19.0) – Marts 2012
- AutoCAD 2014 (R19.1) – Marts 2013